# Francis E. McGovern
Francis Edward McGovern (Elkhart Lake, 21 gennaio 1866 – Milwaukee, 16 maggio 1946) è stato un politico e avvocato statunitense, governatore del Wisconsin dal 1911 al 1915.

## Biografia
McGovern nacque a Elkhart Lake, nella contea di Sheboygan, nel Wisconsin. Si laureò presso l'Università del Wisconsin nel 1890 e prestò servizio come preside delle scuole superiori a Brodhead e Appleton, nel Wisconsin. Studiò legge e fu ammesso alla corte nel 1897. Iniziò la pratica della legge a Milwaukee, nel Wisconsin.
Fu eletto procuratore distrettuale a Milwaukee nel 1904, e prestò servizio come procuratore distrettuale dal 1903 al 1904 e dal 1905 al 1908. Nel 1908 corse come senatore degli Stati Uniti ma fu sconfitto. Fu eletto Governatore del Wisconsin nel 1910 e nel 1912. McGovern sostenne l'ala progressista di Robert M. La Follette del Partito Repubblicano. Ruppe poi con La Follette nel 1912 sostenendo Theodore Roosevelt e La Follette lavorò contro la sua rielezione nel 1914, in collaborazione con i repubblicani conservatori anti-tasse. Corse poi come senatore degli Stati Uniti nel 1914 e fu sconfitto.
Dopo aver lasciato il governatorato, riprese l'esercizio della legge. Quando iniziò la prima guerra mondiale entrò nell'esercito degli Stati Uniti come maggiore e servì nella 18ª divisione. Nel 1920 servì come consigliere generale per la US Shipping Board. Riprese l'esercizio della legge a Milwaukee nel 1921 e nel 1923 fu presidente dell'Associazione degli avvocati di Milwaukee. Fu membro del comitato esecutivo della Wisconsin State Bar Association.
Morì il 16 maggio 1946 a Milwaukee, nel Wisconsin. È sepolto nel Forest Home Cemetery a Milwaukee.